# Mei Finegold
Mei Finegold (Hebreeuws: מיי פיינגולד) (Risjon Letsion, 16 december 1982) is een Israëlisch zangeres. Haar echte naam is Meital Slominsky.

## Biografie
Mei Finegold groeide op in Risjon Letsion, in het westen van het land. Vandaag de dag is ze er nog steeds woonachtig. In haar jeugd volgde ze lessen in klassieke opera en ontwikkelde ze haar muzikale talenten op school. In diezelfde periode richtte ze de band Disiac op. In 2009 brak ze door dankzij haar deelname aan Kokhav Nolad, een Israëlische talentenjacht. Ze eindigde er op de derde plaats.
In januari 2014 maakte de IBA, de Israëlische staatsomroep, bekend dat het Finegold intern had verkozen om Israël te vertegenwoordigen op het Eurovisiesongfestival 2014, dat gehouden werd in het Deense Kopenhagen. Ze bracht er het nummer Same Heart ten gehore, maar haalde er de finale niet mee.
1973: Ilanit · 
1974: Poogy · 
1975: Shlomo Artzi · 
1976: Chocolad Menta Mastik · 
1977: Ilanit · 
1978: Izhar Cohen & The Alphabeta · 
1979: Gali Atari & Milk and Honey · 
1981: Hakol Over Habibi · 
1982: Avi Toledano · 
1983: Ofra Haza · 
1985: Izhar Cohen · 
1986: Moti Giladi & Sarai Tzuriel · 
1987: Lazy Bums · 
1988: Yardena Arazi · 
1989: Gili & Galit · 
1990: Rita · 
1991: Duo Datz · 
1992: Dafna Dekel · 
1993: The Shiru Group · 
1995: Liora · 
1998: Dana International · 
1999: Eden · 
2000: Ping Pong · 
2001: Tal Sondak · 
2002: Sarit Hadad · 
2003: Lior Narkis · 
2004: David D'Or · 
2005: Shiri Maimon · 
2006: Eddie Butler · 
2007: Teapacks · 
2008: Bo'az Ma'uda · 
2009: Noa & Mira Awad · 
2010: Harel Skaat · 
2011: Dana International · 
2012: Izabo · 
2013: Moran Mazor · 
2014: Mei Finegold · 
2015: Nadav Guedj · 
2016: Hovi Star · 
2017: Imri Ziv · 
2018: Netta Barzilai · 
2019: Kobi Marimi · 
2021: Eden Alene · 
2022: Michael Ben David · 
2023: Noa Kirel · 
2024: Eden Golan · 
2025: Yuval Raphael
- International Standard Name Identifier: 0000 0001 1991 4759
- Library of Congress Control Number: no2011068078
- MusicBrainz: b30079f6-123a-4c23-82b5-b7f00bb32ab3
- Nationale Bibliotheek van Israël: 987007311261205171
- Virtual International Authority File: 170931635
- WorldCat: E39PBJhmQ69FrCYyyMdDYYg3Qq